# Velîkîi Doroșiv, Jovkva
Velîkîi Doroșiv (în ucraineană Великий Дорошів) este un sat în așezarea urbană Kulîkiv din raionul Jovkva, regiunea Liov, Ucraina.

## Demografie
Componența lingvistică a localității Velîkîi Doroșiv
     Ucraineană (98,72%)
     Romani (1,05%)
     Alte limbi (0,12%)
Conform recensământului din 2001, majoritatea populației localității Velîkîi Doroșiv era vorbitoare de ucraineană (98,72%), existând în minoritate și vorbitori de romani (1,05%).